# Lappetascaris
Lappetascaris ist eine Gattung der Spulwürmer mit drei Arten, die als Parasiten bei Fischen vorkommen. Sie ist die einzige Gattung innerhalb der Unterfamilie Lappetascarinae.

## Merkmale
Die Lippen sind hinten von einem Ring umgeben, von dem kleine, nach vorn gerichtete Bogen zwischen die Lippen ziehen. Hinter dem Ring sind zwei dicke Kutikula-Fortsätze am Hinterrand der beiden bauchseitig-seitlichen Lippen angeheftet. Die Lippen selbst sind annähernd rechteckig und haben vorn zwei kleine halbmondförmige Platten. Der kleine, kolbenförmige Ventriculus hat einen sehr langen Anhang. Ein Blinddarm ist vorhanden. Die Exkretionspore liegt unmittelbar hinter dem Nervenring. Die Spicula sind gleich groß.

## Arten
Zur Gattung gehören folgende Arten:
- Lappetascaris chandipurensis Gupta & Masoodi, 1990
- Lappetascaris lutjani Rasheed, 1965
- Lappetascaris suraiyae Kalyankar, 1975